# Hetairoi

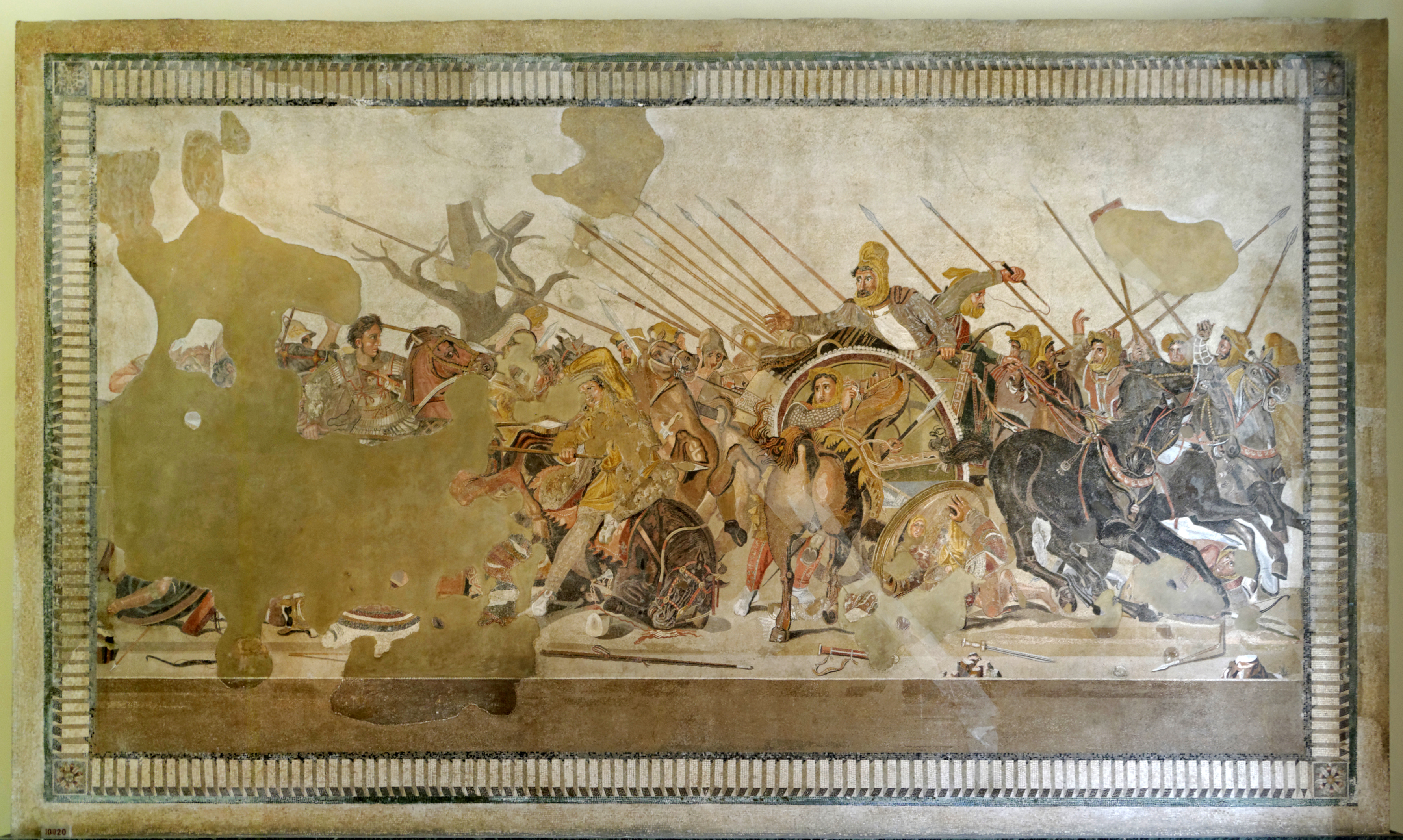
Khảm Alexander mô tả trận Issus, từ nhà Faun, Pompeii.

Hetairoi (tiếng Hy Lạp: ἑταῖροι) là những kỵ binh tinh nhuệ của quân đội Macedonia kể từ thời điểm vua Philip II của Macedonia, hiểu theo tiếng Việt là "Chiến hữu kị binh", những kị binh này đã đạt được uy tín lớn nhất của họ dưới Alexander Đại đế, và đã được coi là kỵ binh tốt nhất  trong thế giới cổ đại và kỵ binh xung kích đầu tiên. Chiến hữu kị binh hay Hetairoi, đã thành lập nên người bảo vệ tinh nhuệ của nhà vua (Somatophylakes).

## Từ nguyên
Tên của đơn vị quân đội bắt nguồn từ Hy Lạp là Hetairoi nghĩa là những người gần nhà vua và Hetairos là "đồng hành"hay "người bạn". Hetairoi (Chiến hữu kị binh) có thể là thành viên của tầng lớp quý tộc hoặc thường dân ở bất kỳ nguồn gốc nào, người rất thích sự tin tưởng và tình bạn của nhiếp chính vương Macedonia. Hetairideia, một lễ hội liên quan đến mối quan hệ thiêng liêng ràng buộc nhà vua và những người bạn đồng hành cùng nhau  đã được tổ chức và ngay cả Euripides, nhà văn nổi tiếng của Athen, đã được vinh danh là một hetairos của vua Archelaus. Những người bạn Hoàng gia (Philoi) hoặc Những người bạn đồng hành của nhà vua (basilikoi hetairoi) đã được nhà vua đặt tên cho cuộc sống trong giới quý tộc Macedonia.

## Đơn vị

### Trang thiết bị

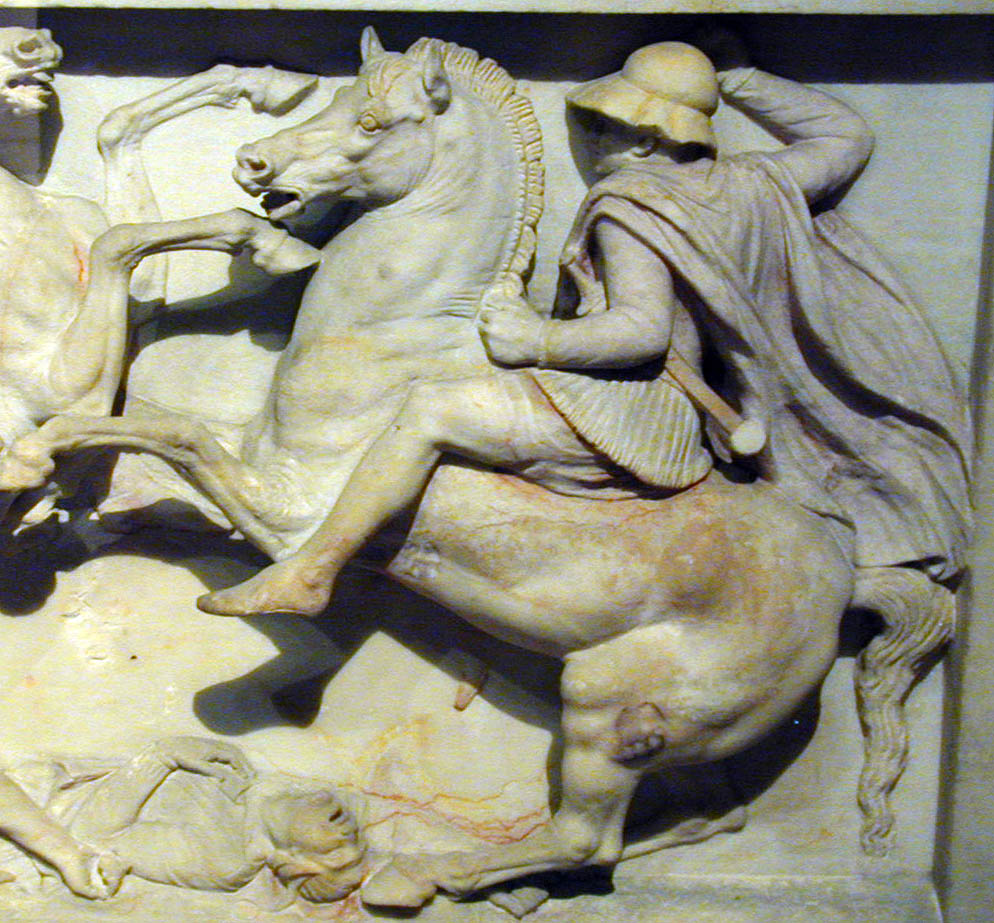
Một kỵ binh hạng nặng của quân đội của Alexander Đại đế, có thể là một người Thessaloniki, mặc dù kỵ binh chiến hữu sẽ gần như giống hệt nhau (hình dạng chiếc áo choàng sau này có hình tròn hơn). Anh ta đeo một chiếc cuirass (có lẽ là một linothorax) và một chiếc mũ bảo hiểm Boeotian, và được trang bị một thanh kiếm xiphos có lưỡi kiếm thẳng. Alexander Sarcophagus.

Chiến hữu kị binh sẽ cưỡi những con ngựa tốt nhất, và nhận được vũ khí tốt nhất hiện có. Vào thời của Alexander, mỗi người đều mang một chiếc xyston và đeo một chiếc áo giáo cơ bắp bằng đồng hoặc áo giáp vải lanh, giáp che vai và mũ bảo hộ Boeotian, nhưng không có lá chắn. Một kopis (thanh kiếm chém lưỡi cong) hoặc xiphos (thanh kiếm cắt và đâm) cũng được mang theo để chiến đấu gần, nếu xyston bị gãy.

### Tổ chức
Kỵ binh đồng hành bao gồm Hetairoi của nhà vua, chủ yếu là công dân thuộc tầng lớp thượng lưu, những người có thể có được và duy trì áo giáp và ngựa. Trong thời đại của Philip II và Alexander, họ được tổ chức thành 8 đội kị binh trong lãnh thổ, được gọi là ilai. Mỗi ile được đánh số từ 200 đến 300 kỵ binh  và được hai người chỉ huy, bởi vì theo tuyên bố của Arrian, Alexander "không muốn bất kỳ ai, kể cả bạn thân của mình, trở thành trung tâm của sự chú ý". Sau khi nhận được quân tiếp viện ở Susa, Alexander đã thành lập hai trung đoàn trong mỗi đội kị binh. Họ được gọi bằng tên của lãnh thổ mà họ được tập hợp hoặc theo tên của đội trưởng của nó. Đội kị binh hoàng gia được chỉ huy bởi chính Alexander và chứa gấp đôi số lượng binh sĩ mà các đơn vị khác chứa, khoảng 400. Các đội kỵ binh này đôi khi sẽ được kết hợp với nhau thành các nhóm hai, ba hoặc bốn để tạo thành một sư đoàn kỵ binh, được chỉ huy bởi một hipparch (chỉ huy kị binh), mặc dù toàn bộ lực lượng kị binh Hetairoi thường do Alexander chỉ huy.
Trong các chiến dịch Balkan của Alexander, chúng tôi thấy đề cập đến những người bạn đồng hành từ thượng Macedonia, đồng bằng trung tâm của Macedonia và Amphipolis.  Trong cuộc tiến công vào Granicus, một đội kị binh do Socrates xứ Macedon chỉ huy (để không nhầm lẫn với nhà triết học) được ca ngợi từ Apollonia trên hồ Bolbe. Trong Trận Issus, Arrian đặt tên cho ile là Anthemus (Galatista thời hiện đại),; và một nơi khác từ vùng đất không xác định của Leuge (có khả năng là Pieria), cũng được đề cập.
Theopompus mô tả Chiến hữu kị binh, có lẽ vào khoảng giữa thế kỷ thứ 4 trước Công nguyên, được thành lập ra từ "không quá 800 vào thời điểm này" và tập hợp "một số người từ Macedonia, một số từ Thessalía và những người khác đến từ Hy Lạp". Vào năm 338 trước Công nguyên, Alexander được cho là đã có khoảng 2600 trong Kỵ binh Đồng hành. Khi lực lượng của Alexander vận động về phía Ấn Độ, những người man rợ đã đóng một vai trò ngày càng tăng trong Chiến hữu kị binh và cuộc nổi loạn của người Macedonia tại Opis có thể đã được gây ra một phần bởi điều này. Tại một thời điểm, có bốn sư đoàn kỵ binh được tạo thành từ các lực lượng hoàn toàn phương Đông và một là sự pha trộn của người Palestin và người châu Á

### Chiến thuật và sử dụng

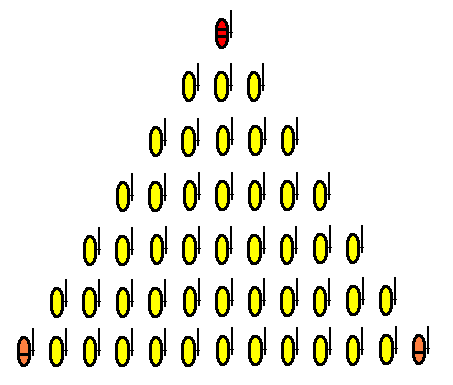
Kỵ binh chiến hữu người Macedonia ile trong đội hình nêm

Các đồng hành có lẽ là đội kỵ binh xung kích thực sự đầu tiên trong lịch sử, có thể tiến hành các cáo buộc chống lại bộ binh đông đảo, ngay cả khi việc sử dụng đó hiếm khi được mô tả trong các nguồn cổ xưa. Kỵ binh đương đại, ngay cả khi được bọc thép nặng nề, thường sẽ được trang bị những chiếc lao và sẽ tránh đánh cận chiến .
Trong trận chiến, nó sẽ tạo thành một phần của chiến thuật búa đe: kỵ binh Đồng hành sẽ được sử dụng như một cây búa, kết hợp với bộ binh dựa trên phalanx kiểu Macedonia, đóng vai trò là chiếc đe của họ. Phalanx sẽ ghim địch vào vị trí, trong khi kỵ binh Đồng hành sẽ tấn công kẻ thù bên sườn hoặc từ phía sau .
Trong trận chiến, Alexander Đại đế đích thân chỉ huy đội quân đứng đầu phi đội hoàng gia của kỵ binh Đồng hành, thường là trong một đội hình nêm. Trong một trận chiến gay cấn, những chiến hữu kị binh thường chiến đấu bên cánh phải của quân đội Macedonia, bên cạnh những quân mang khiên, Hypaspists, người sẽ bảo vệ cánh phải của phalanx. Các đội quân kỵ binh khác sẽ bảo vệ sườn của đội hình Macedonia trong trận chiến. Dưới sự chỉ huy của Alexander, vai trò cúa chiến hữu kị binh là quyết định trong hầu hết các trận chiến của ông ở Châu Á .

## Kế thừa

### Các vương quốc thời kì Hy Lạp hóa

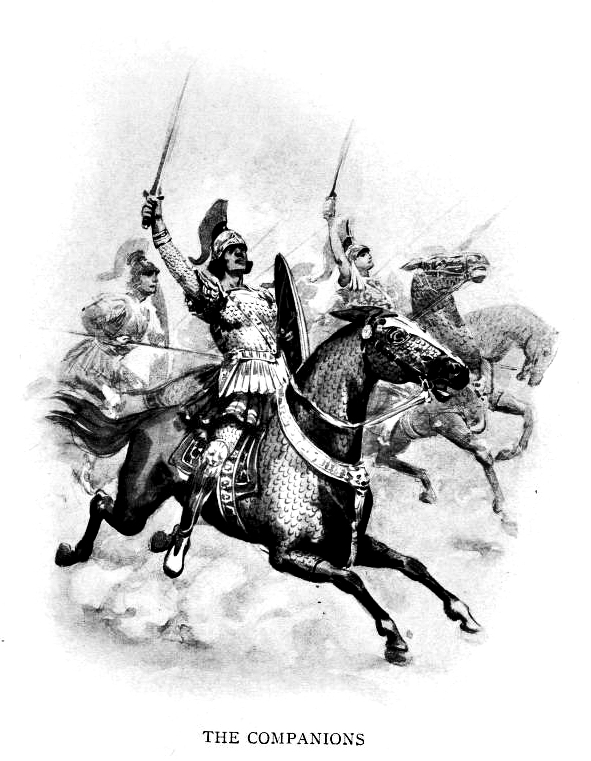
Những người chiến hữu kị binh của Alexander Đại đế

Kỵ binh đồng hành của Diadochoi (các quốc gia kế vị của Alexander), thậm chí còn được trang bị nhiều hơn. Những chiến hữu kị binh của Seleucid được ghi nhận là đã mặc đồ nhẹ hơn, nhưng không khác biệt, trang bị cho các thiết kị trong Trận chiến Magnesia năm 190 trước Công nguyên, có thể bao gồm áo giáp ngựa và bảo vệ chân và tay. Ptolemaios đồng hành và Antigonid đồng hành cũng được trang bị với khiên tròn lớn aspis kỵ binh khiên không giống như kị binh chiến hữu của Phillip và Alexander.
'Chiến hữu kị binh' là một tiêu đề không được Seleucids sử dụng theo nghĩa gốc. Nó đã được thay thế bằng nhiều tầng lớp khác nhau của 'những người bạn và những vị vua'. Tuy nhiên, tiêu đề 'Chiến hữu kị binh' được giữ như một trung đoàn. Chỉ có một trung đoàn hoặc đơn vị giữ danh hiệu Chiến hữu kị binh trong toàn bộ thế giới Hy Lạp, Antigonids và Ptolemaios có tên gọi khác nhau cho các trung đoàn kỵ binh tinh nhuệ của họ.

### Đế chế Đông La Mã
Hetaireia hay Hetaeria là một đội vệ sĩ trong Đế chế Byzantine. Tên của nó có nghĩa là "Nhóm trung đội", tái lập lại kỵ binh chiến hữu của người Macedonia cổ đại. Hetaireia đế quốc bao gồm chủ yếu là người nước ngoài. Họ đóng vai trò là một phần của đội bảo vệ hoàng gia Byzantine cùng với tagmata trong thế kỷ thứ 9 đến thể kỷ thứ 12.